# Rachel Blakely
Rachel Blakely (28 de julho de 1968) é um atriz australiana nascida em Bornéu.

## Biografia
Rachel Leigh Blakely nasceu em 28 de julho de 1968 em Bornéu. Seu pai era americano e sua mãe australiana. Devido a companhia petrolífera Harold Blakely, sua família viveu em vários países, só instalando se em uma fazenda na Austrália quando Rachel já tinha quase vinte anos. Rachel possui dupla cidadania americana e australiana.
Antes de tornar-se atriz, Rachel já foi modelo e cozinheira. Foi por sugestão de seu marido que ela frequentou as audições do seriado Neighbours.

## Carreira
Fez sua estréia na TV fazendo vários comerciais para a Nissan, mas é mais conhecia por seu papel de Gabby Willies na famosa série Neighbours, onde atuou por 3 anos e na série O Mundo Perdido como a enigmática Marguerite Krux, por 3 temporadas. Fez uma participações relevantes em Blue Heelers e esteve em um episódio de Xena: A Princesa Guerreira, e também atua na série Ninguém Merece!

## Filmografia
- Reef doctors, (2013)
- Sea Patrol, (2010)
- The Chronicles of Narnia: The Voyage of the Dawn Treader (2010)
- Mortified, (2006-2007)
- Neighbours, (1992-2005)
- Counterstrike, (2003)
- The Turner Affair, (2003)
- The Lost World, (1999-2002)
- Max Knight: Ultra Spy, (2000)
- Tribe, (1999)
- Flipper, (1999)
- Young Hercules, (1998)
- Tales of the South Seas, (1998)
- City Life, (1996-1997)
- State Coroner, (1997)
- Xena: Warrior Princess, (1997)
- Blue Heelers, (1995-1997)
- Yat goh hiu yan, (1997)
- One Way Ticket, (1997)
- Love Until, (1995)
- The Feds: Deception, (1993)